# Kochova snežinka
Kochova snežínka ali Kochova zvézda [kóhova ~] je eden prvih odkritih fraktalnih likov. Leta 1904 jo je opisal Niels Fabian Helge von Koch v članku O zvezni krivulji brez tangente, dobljeni z elementarno geometrijsko konstrukcijo (Sur une courbe continue sans tangente, obtenue par une construction géométrique élémentaire).
Kochovo snežinko naredimo takole:
- narišemo enakostranični trikotnik s stranico a.
- vsako stranico razdelimo na tri enake dele in nad srednjim narišemo enakostranični trikotnik z dolžino stranice a/3. Tako dobimo šestkrako zvezdo.
- postopek ponavljamo na vsaki stranici neskončnokrat.

Lik, ki smo ga tako dobili, ima neskončen obseg, saj ta meri (4/3)n, kjer je n število korakov. Ploščina lika je končna, saj ne more presegati ploščine trikotniku očrtanega kroga.
Manj znana je Kochova krivulja, ki je enaka Kochovi snežinki, s tem da se namesto z enakostraničnim trikotnikom začne z daljico. Kochova krivulja je poseben primer de Rhamove krivulje.